# 마르코 회거
마르코 회거(독일어: Marco Höger, 1989년 9월 16일 ~ )는 독일의 축구 선수로, 현재 3. 리가의 클럽 발트호프 만하임의 미드필더이다.

## 경력
회거는 2005년, 알레마니아 아헨의 유스팀에 입단하였다. 2008년 여름, 그는 2군으로 승격되었고, 2008년 8월 17일 NRW-리가 (5부리그)에서 TSV 게르마니아 빈덱을 상대로 시니어팀에 데뷔하였다. 2010년 3월 6일 2 분데스리가에서 FC 에네르기 콧부스전에서 첫 프로경기 데뷔를 가졌고 2010년 5월 26일까지 계약하였다.
2011년 여름, 그는 1 분데스리가의 FC 샬케 04로 이적하였다.